# هواء

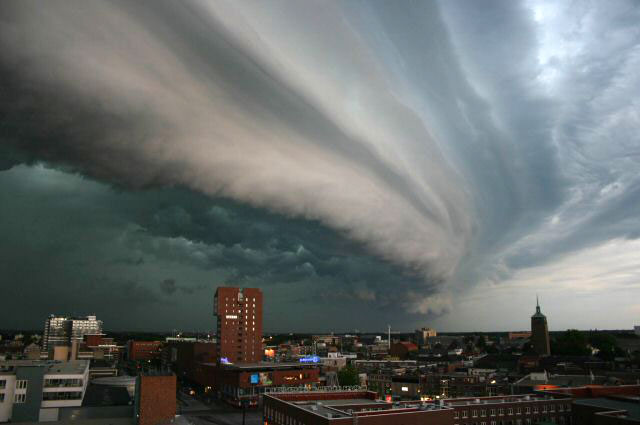

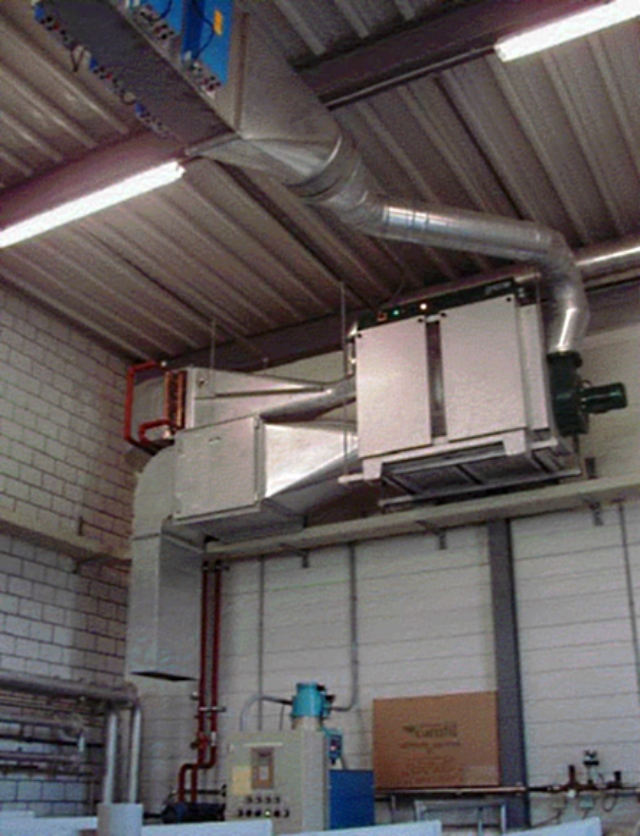
الهواء مكون هام في العديد من العمليات الصناعية، ومعدل تدويره يختار بعناية

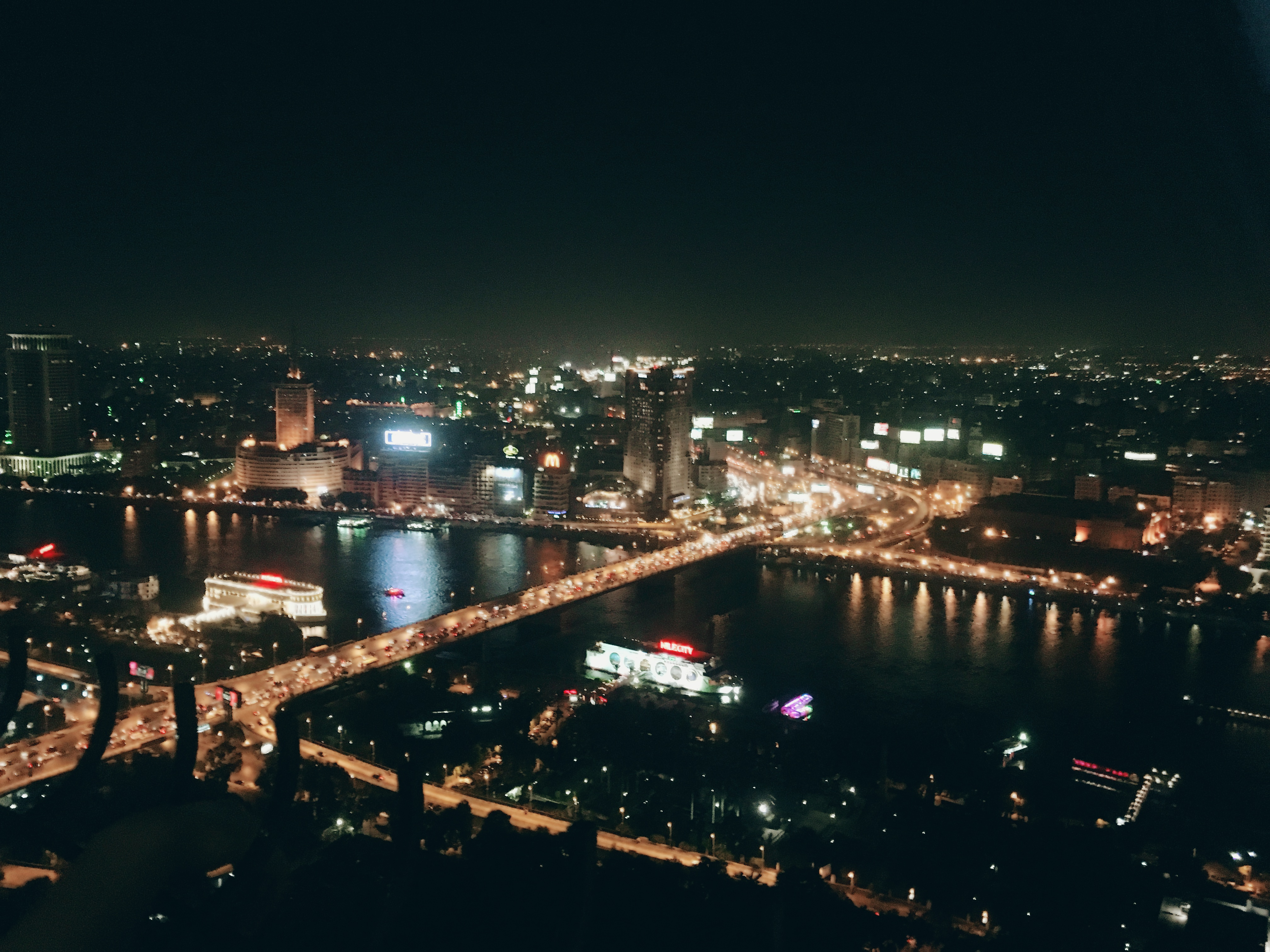
صورة للجو

الهواء هو مجموعة من الغازات تُشكّل المجال الجوي للأرض، ويحيط الهواء بكوكب الأرض إلى ارتفاع 880 كيلومتر، وجو الأرض هو الذي يجعل الحياة ممكنةً للإنسان والحيوان والنبات،
والجو القريب من سطح الأرض والذي يلاصقها كالجلد الرقيق هو الهواء الذي نتنشق،
والتنفس لابد منه للأحياء الحيوانية والنباتية عمومًا.
ويتكون الهواء من 78% من غاز النيتروجين (الآزوت) تقريباً، و21 % من غاز الأوكسجين، و0.9% من الآرغون ومن بعض الغازات النادرة (الأوزون، ثاني أكسيد الكربون وغيرها).
وفي درجة الحرارة التي تبلغ 40 درجة، يمكن للهواء أن يحتوي من 0 إلى 7% من بخار الماء، وتختلف هذه النسبة باختلاف الرطوبة، وتتغير تركيبة الهواء أيضا مع الارتفاع عن مستوى سطح الأرض.
والهواء المحيط بالأرض يُمثّل حاجزًا حول كوكب الأرض يمنع كميات كبيرة من أشعة الشمس من الوصول إليها وحرق كل شيء، فمثلًا الأشعة الضارة للشمس كالأشعة السينية والأشعة الفوق البنفسجية لا يصل منها إلا النزر القليل الذي يتسرب بكمية كافية لحياة البشر والنبات.
وما تبقّى من أشعة الشمس التي تدخل الغلاف الجوي تحمل لنا الحرارة والضوء الضرورية للحياة، وكما أن الهواء المحيط بالأرض يسخن نتيجة انعكاس الأشعة الشمسية من سطح الأرض، ولذلك تتباين درجات الحرارة للهواء من منطقة لأخرى حسب الارتفاع وهذا هو أحد أسباب البرد والثلوج على رؤوس الجبال، وكلما ارتفعنا للأعلى انخفضت درجة الحرارة حتى نصل إلى ارتفاع إحدى عشر كيلومتر، ولا تنخفض درجة الحرارة على ارتفاع أعلى من هذا بل على العكس كلما ارتفعنا يبدأ الهواء بالسخونة قليلا، وكما أن الهواء يشتد برودة كلما ابتعدنا عن كوكب الأرض، فإنه يزداد لطافة أيضا إذ تقل نسبة غاز الأوكسيجين شيئا فشيئا ويخف وزنه أيضا.
وللهواء وزن كبير جداً على سطح الأرض وهو يضغط على أجسامنا من كل الجهات، ويسمى هذا الضغط بالضغط الجوي، وحين يتم تسلق المرتفعات العالية مثل جبل إفرست الذي يبلغ علوّه تسعة كيلو مترات يصل المتسلق جوّاً رقيقا وخفيفا بحيث يتعذر التنفس الطبيعي ولهذا لا بد من أخذ احتياطات كقناني وأجهزة التنفس كالتي تستخدم للغواصين في البحر، ونفس الشيء لركاب المركبات الفضائية فإنه يتم تزويدهم بقناني أوكسجين خاصة، لتُحمل معهم ليتنشقون الهواء على الارتفاعات العالية التي يقلّ فيها الأوكسجين.
يتألف الهواء من طبقات مختلفة تتغير كلما ارتفعنا عن سطح الأرض وتنقسم للآتي:
- المتكور الدوار (troposphere) : تمتد من سطح الأرض وترتفع ما بين 7 كلم عند القطبين و17 كلم عند خط الاستواء وتحتوي على تسعة أعشار الغازات الجوية. وفيها تتكوّن الظواهر المناخية وتغيّر مستمر لدرجات الحرارة.
- الستراتوسفير أو الطبقة الوسطى (stratosphere) : وهي الطبقة بين (7 كلم – 17 كلم) إلى (50 كلم)، ويوجد فيها الأوزون الذي يحمي من الإشعاعات المؤذية.
- المتكور الأوسط (mesosphere) : وتبدأ من 50 كلم حتى ارتفاع 80 كلم – 85 كلم.
- المتكور الحراري (thermosphere) : تبدأ من 80 كلم – 85 كلم إلى 640 كلم.
- المتكور الشاردي (ionosphere) : وهي طبقة متواجدة في المتكور الحراري، وتكون فيها الغازات المكونة للجو متشردة(متأينة) نتيجة التعرض لأشعة الشمس، هذا التشرد (التأين)يعكس أمواج الراديو كالمرآة مما يجعل الاتصالات اللاسلكية ممكنة.
- المتكور الخارجي (exosphere) : وهي الطبقة التي تلي المتكور الشاردي وتمتد حتى تختلط مع فراغ الفضاء.

## حماية الهواء في المحال العامة
تحرص معظم الدول على مكافحة تلوّث الهواء داخل المحال العامة وذلك باستخدام عدة وسائل نستعرضها فيما يلي:
1. استلزام التهوية الجيدة: تستلزم القوانين واللوائح بالنسبة للمحلات العامة أن تكون التهوية جيدة. والأصل هو الاعتماد على التهوية الطبيعية، فلا تستخدم التهوية الصناعية إلا إذا تعذرت الأولى. ويشترط في الغالب ألا تقل مساحة فتحات التهوية عن سُدس مساحة الأرضية. على أن تكون وسائل الإضاءة والتهوية في المحال وفقاً للاشتراطات الآتية:
  1. تعمل فتحات كافية للإضاءة والتهوية بحيث تكون مساحة ما يفتح منها على الهواء الطلق مباشرة، مساوٍ لسُدس مساحته الأرضية على الأقل في مجال المطاعم والمقاهي وما في حكمها، ولعُشر مساحة الأرضية على الأقل في مجال الفنادق وما في حكمها.
  2. إذا وجدت فتحات للإضاءة والتهوية بالأسقف، فتغطى بطريقة لا ينتج عنها نقص في الإضاءة أو التهوية المطلوبين.
  3. تكون التهوية ذات تيار جارٍ في المحال أو الأماكن التي تكون أرضيتها منخفضة عن منسوب سطح الأرض المجاورة، مع تقريب الحافة العليا للفتحات من السقف.
2. اشتراط المداخن العامة: نظراً لأن بعض المحلات تستخدم النار والوقود بحكم طبيعة علمها، وذلك كالمطاعم والمقاهي ومحلات الحدادة، فقد أوجبت لوائح الضبط أن يكون مكان النار في المحلات العامة معداً بطريقة خاصة من شأنها تجميع الدخان وتوجيهه إلى مدخنة عالية، وذلك حتى لا يلوث الدخان الهواء في داخل المحل أو في الأماكن اللصيقة أو المجاورة له.
3. منع التدخين في وسائل النقل العام والأماكن العامة المغلقة: يعتبر التدخين من أهم أسباب تلوث الهواء في الأماكن العامة المغلقة كدور السينما والمسارح، والمصالح الحكومية التي يتردد عليها الجمهور، ووسائل المواصلات العامة. وإذا كان الإنسان حُرّاً في أن يدخن، ويسبب لنفسه بنفسه الأضرار المعروفة للتدخين من إضعاف كفاءة الرئتين على التبادل الغازي، والتعرض للإصابة بأمراض السرطان أو القرحة أو فقدان الشهية، فإنه يجب ألا يفرض على الآخرين المتواجدين معه في الأماكن العامة، استنشاق دخان سجائره وتحميل مضاره دون ذنب أو إرادة، هذا ما يطلق عليه التدخين السلبي، وقد حذرت الوكالة الأمريكية لحماية البيئة من خطورة هذا النوع من التدخين اللاإرادي وقالت أنه أشد سُمّية من الزرنيخ.[2]